# NS série 1600 (vapeur)
Ne doit pas être confondu avec les locomotives électriques série 1600
Les série 1600 des Nederlandse Spoorwegen (NS) sont des locomotives à vapeur de disposition American (220), héritées du Nederlandsche Rhijnspoorweg (NRS) et de la Hollandsche IJzeren Spoorweg-Maatschappij (HSM) conçues pour les trains rapides. Il s'agit des premières locomotives à bogies des Pays-Bas. Les dernières sont retirées du service en 1948 et la 1604 de 1889 est préservée.

## Histoire

### Genèse
Sur le réseau de la Nederlandsche Rhijnspoorweg-Maatschappij (nl) (Compagnie néerlandaise du chemin de fer du Rhin) la fin du XIXe siècle, l'augmentation du poids des trains surpasse les capacités des locomotives de disposition 120 des séries 1 à 36 construites entre 1855 et 1867 pour assurer le service des voyageurs express et remplacer les locomotives à écartement de voie large.

### Mise au point

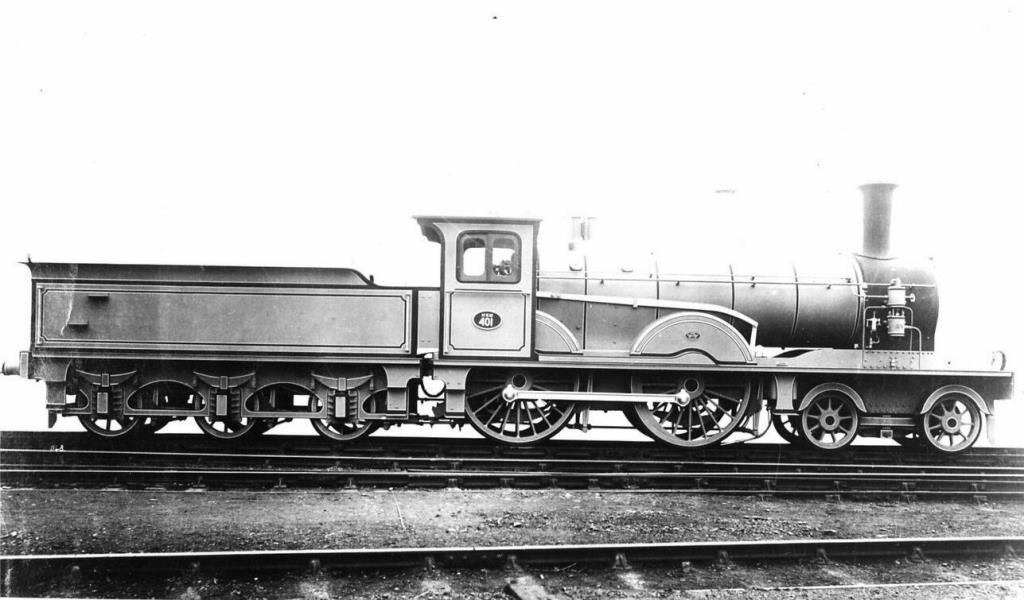
Photo de constructeur de la 401 (1900).

La NRS sollicite le constructeur britannique Sharp Stewart installé à Glasgow pour la construction de dix locomotives de plus grandes dimensions, utilisant un bogie au lieu d'un essieu porteur l'avant.
Inspirées des derniers modèles mis au point par les chemins de fer outre-Manche, les 101 à 109 ont un aspect extérieur typiquement britannique, avec un abri caractéristique du NRS doté d'une unique ouverture centrale sur les faces latérales, occultable par une fenêtre en cas de mauvais temps. 
Des essais réalisés en Angleterre démontrent qu'elles sont capables de tracter une rame de 200 t à 77 km/h sur une rampe de 10 ‰.

### Carrière et services effectués
La 105 est prêtée pour une campagne d'essais sur la ligne d'Utrecht à Zwolle qui se montre fort satisfaite et commande à Neilson & Company de Glasgow cinq locomotives d'aspect fort proche en 1892. Portée à dix exemplaires en 1902, elles deviendront les NS série 1500. Les 101-109 sont baptisées "bogen" (bogies) puis "Rhinbogen" pour distinguer ces locomotives issues du chemin de fer du Rhin des copies ultérieures.
Le NRS est nationalisé dès 1890 et l'ensemble de ses possessions (réseau et flotte de locomotives) est réparti entre la société anonyme exploitant les Chemins de fer de l’État (SS) et la compagnie, privée, du Chemin de fer de Hollande (HSM). Les 101-103 et 108-109 prises en inventaire par les SS sont renumérotées dans la série 1100 mais leur empattement trop important pour les ponts tournants de l'époque motive leur revente au HSM en 1891. Cette compagnie les immatricule 350 à 353 (pour celles directement reçues de la NCS) et 354-358 pour celles issues des SS.
La compagnie HSM, ayant un fort besoin de locomotives de vitesse pour compléter ses effectifs choisit de commander des exemplaires supplémentaires dotées d'une chaudière légèrement plus petite mais plus lourdes et longues. Ces locomotives à cylindres intérieurs de l'école britannique tranchent nettement sur celles à cylindres extérieurs et distribution Walschaerts construites en Allamagne série 74 de 1878, série 127 de 1883, série 190 (compound) (en) de 1888.
Sharp Stewart livre sept exemplaires en 1891, trente-deux en 1892 et cinq en 1900. North-British livre 4 exemplaires supplémentaires en 1903, portant la série à 59 exemplaires (354 à 408) tous propriété de la HSM. Elles se reconnaissent à leur cheminée à bord évasé.
En 1907, la HSM fait fabriquer dans les usines Werkspoor des Pays-Bas 40 locomotives (série 421-460) dérivées de ce modèle mais dotées d'une nouvelle chaudière à surchauffeur améliorant notablement les performances et la consommation en combustible.
Pour répondre au besoin de locomotives pour omnibus et express à courtes distances, la HSM a dérivé des locomotives-tender — les 701-755 et 771-776 à surchauffeur — au châssis semblable mais dotées de roues motrices plus petites (1 800 mm) favorisant l'effort de traction, de soutes à eau sur les flancs et d'un essieu porteur arrière sous la réserve de charbon. L'aspect de ces dernières n'est pas sans rappeler les 309-310 héritées de la NRS.
En parallèle, depuis le temps de la NRS, plusieurs séries de 030 à tender séparé partageant la même chaudière que les différentes génération de locomotives de vitesse sont livrées simultanément : les 50 à 57 (NRS), 601-647 et 671-685. Cette production de locomotives-tender 221T, de machines de vitesse 220 et d'engins destinés aux marchandises 030 partageant une base commune fait écho à plusieurs séries britanniques ainsi qu'aux types 14 à 20 (État belge) d'inspiration écossaise.
Deux locomotives de la série sont impliquées dans une collision frontale mortelle entre un train express et un train régional à Twello le 22 décembre 1900 mais réparées.
L'arrivée des massives 501-535 construites en Allemagne, puis aux Pays-Bas de 1914 à 1920 relègue les 350-408 à des services moins importants et aux express légers, concurrençant par effet de cascade les locomotives plus anciennes. Cinq machines sont dotées de la surchauffe en 1921, rapprochant leurs caractéristiques des 421-460 mais l'expérience n'est pas étendue au reste de la série.
La même année, la mise en commun du matériel des SS et HSM entraîne leur renumérotation dans la série des 1601 à 1659 ; les deux compagnies fusionneront formellement en 1938.

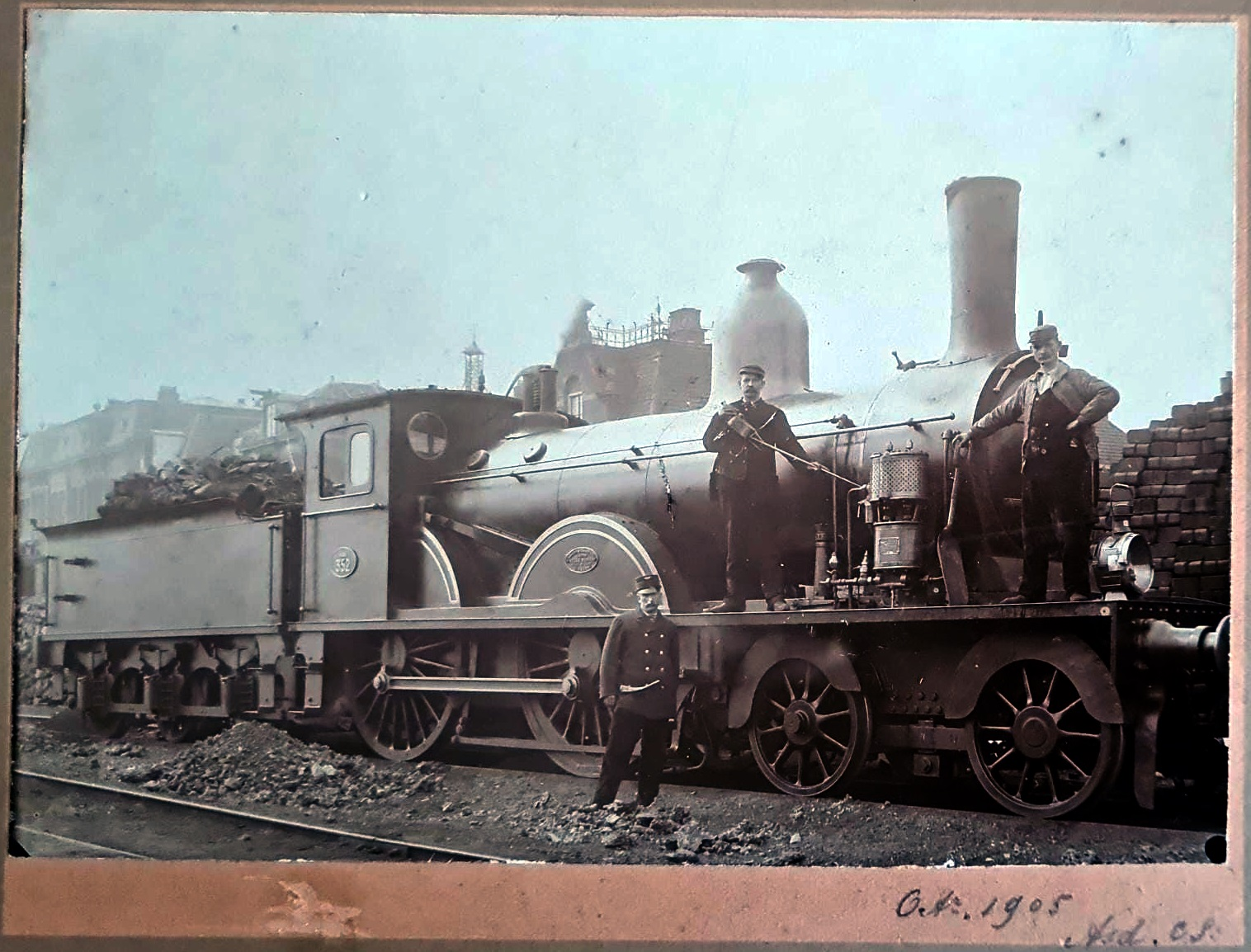
La 352 en 1905.
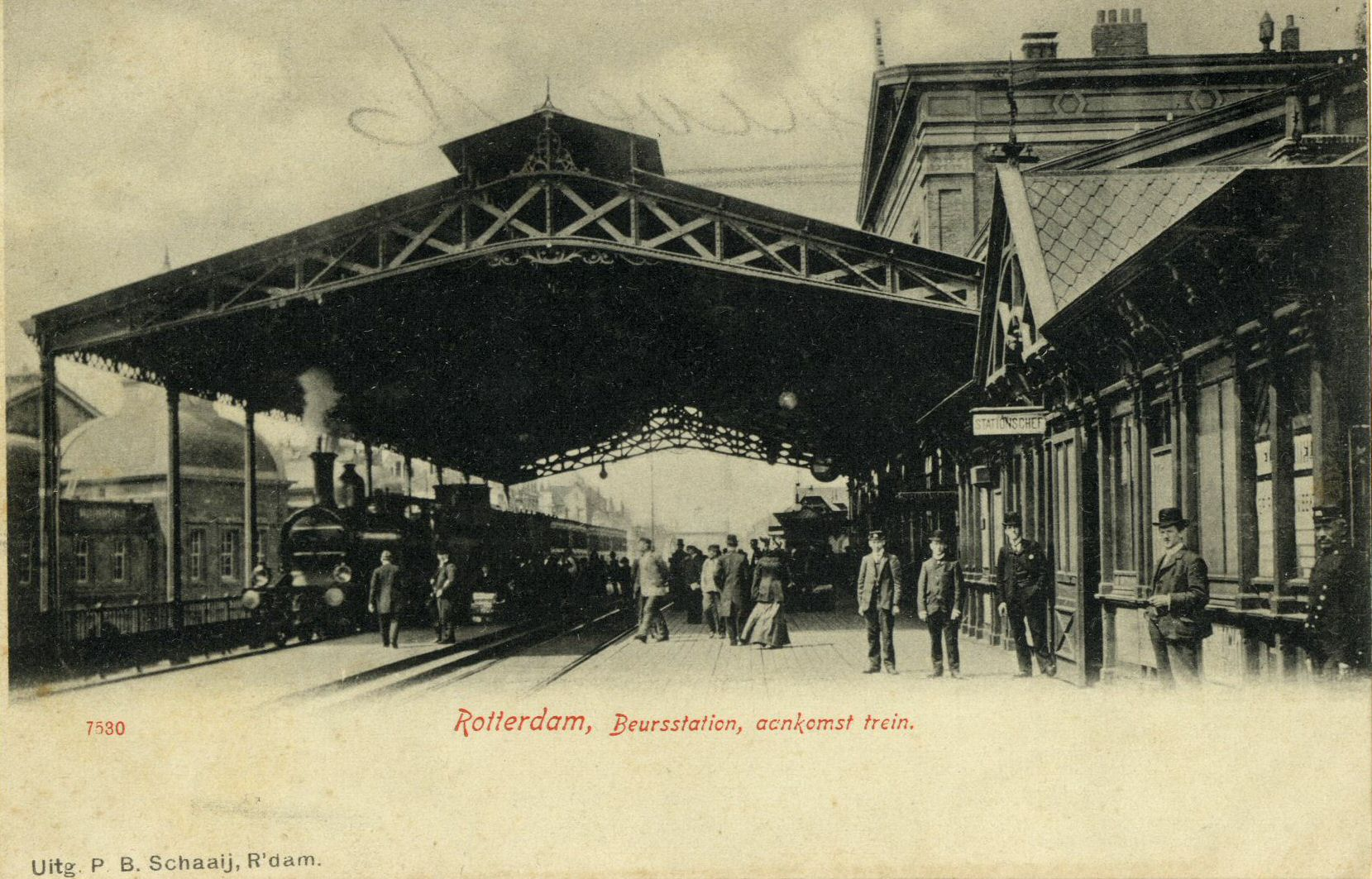
Train en gare de Rotterdam-Blaak vers 1900.
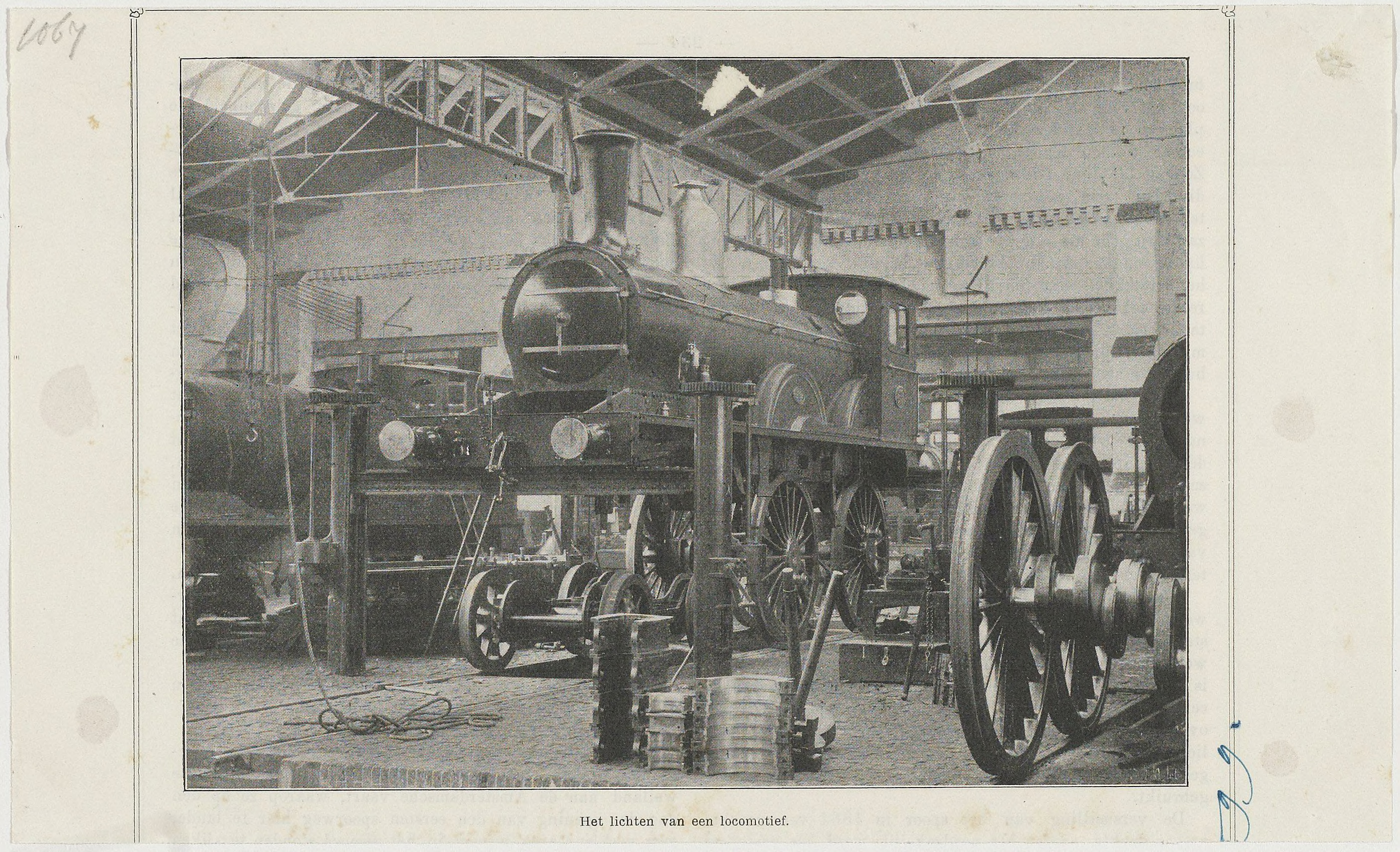
Aux ateliers centraux du HSM à Haarlem en 1899.

L'augmentation du poids des trains, l'arrivée des premiers autorails diesel et l'électrification du réseau, combinée à l'arrivée sur les anciennes lignes HSM de Ten-wheel série 3700 entraîne les premières coupes dans l'effectif des 1600. Les neuf locomotives de 1889 sont réformées de 1935 à 1940 et plusieurs de celles de 1891 à 1903 disparaissent à partir de 1936. Après la fin de la Seconde Guerre mondiale et la radiation des locomotives perdues par faits de guerre, la mise à la retraite des exemplaires restants reprend et se conclut en 1948. Les série 1900 à surchauffe s'éteignent de 1946 à 1949.

## Préservation
En 1940, alors que plusieurs locomotives emblématiques des débuts des chemins de fer aux Pays-Bas sont mises à la retraite, la 1204, ultime locomotive de la sous-série provenant du NRS, est mise de côté pour figurer au musée des chemins de fer. Endommagée par un bombardement à Rosendael qui toucha l'abri-musée en 1943 puis lors des combats à Maastricht en 1944, elle est restaurée en 1953-1954. Seule locomotive de sa série ayant échappé à la démolition et ultime locomotive NRS en existence, elle est présentée en livrée marron d'origine et repose sur un coupon de voie surélevé au Musée national des chemins de fer néerlandais à Utrecht,.

vues de la 107
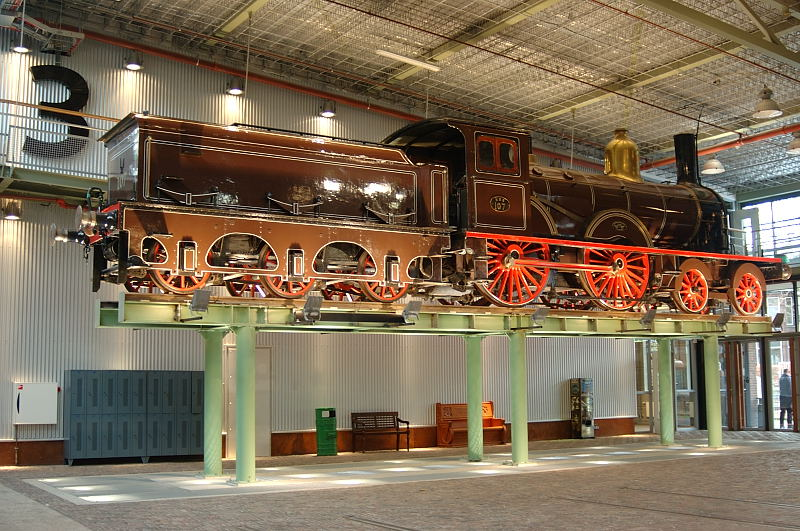
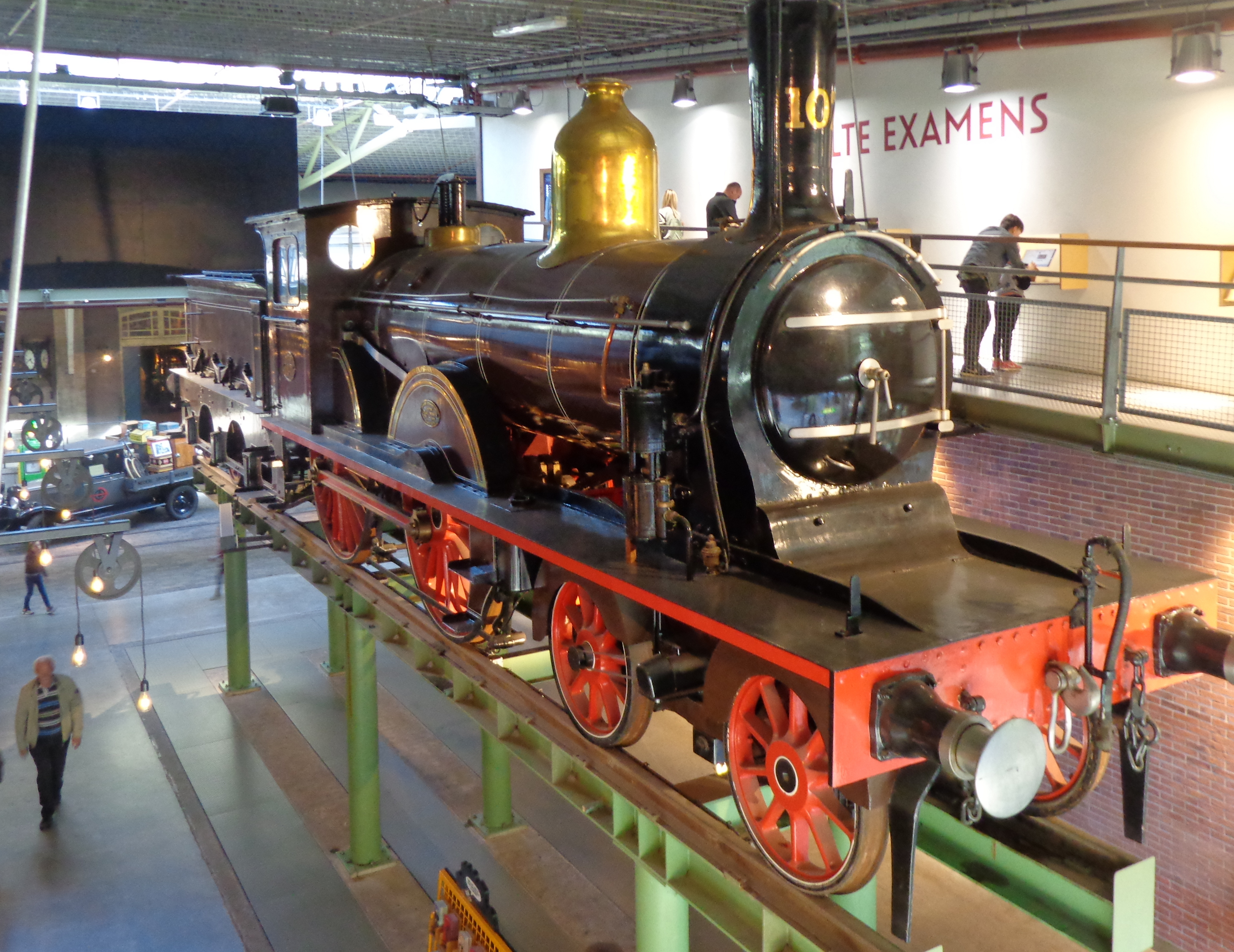
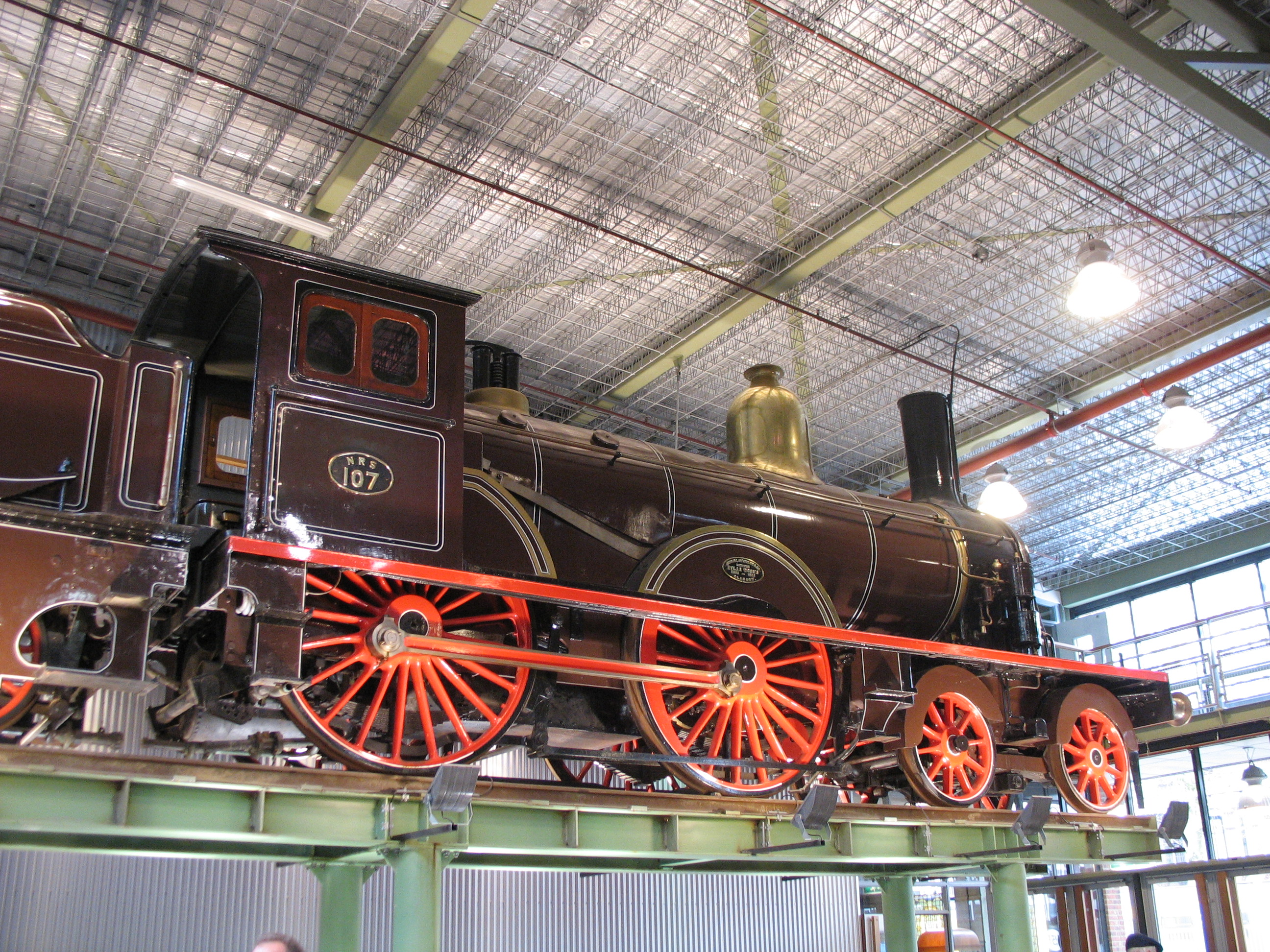